# Фосо
Фосо (итал. Fossò) је насеље у Италији у округу Венеција, региону Венето. 
Према процени из 2011. у насељу је живело 5021 становника. Насеље се налази на надморској висини од 4 м.

## Становништво
Према резултатима пописа становништва 2011. у општини је живело 6.786 становника.
| 1951. | 1961. | 1971. | 1981. | 1991. | 2001. | 2011. |
| ----- | ----- | ----- | ----- | ----- | ----- | ----- |
| 4.258 | 4.280 | 4.674 | 5.259 | 5.331 | 5.922 | 6.786 |

## Партнерски градови
- Читлук (Херцеговина)